# Чикагский институт искусств
Чикагский институт искусств (англ. Art Institute of Chicago, сокр. AIC) — художественный музей и высшее учебное заведение в Чикаго, штат Иллинойс (США). Основные учебные специализации — архитектура и изобразительное искусство. Основанный в 1879 году, является одним из старейших и крупнейших художественных музеев США. Расположен в здании Чикагского художественного института в чикагском Грант-парке. Его коллекция, охраняемая 11 кураторскими отделами, включает такие работы, как «Воскресный день на острове Гранд-Жатт» Жоржа Сёра, «Старый гитарист» Пабло Пикассо, «Полуночники» Эдварда Хоппера и «Американская готика» Гранта Вуда. Постоянная коллекция Чикагского института искусств насчитывает более 300 000 произведений искусства. Ежегодно здесь проводятся более чем 30 тематических выставок, которые освещают различные аспекты богатой коллекции музея и современного искусства.

## Музей
Музей курирует Джеймс Куно. Музей славится своей обширной коллекцией импрессионистов и американского искусства. Он расположен на западной окраине Грант-парка, в здании, спроектированном фирмой «Шепли, Рутан и Кулидж» (1892).
Здание Института искусства Чикаго изначально было построено для Всемирной Колумбовской выставки 1893 года в качестве вспомогательного здания для Всемирного конгресса с тем, чтобы передать его институту искусства после закрытия выставки. Крыло Модерн, спроектированное Ренцо Пьяно, является самым последним расширением, и когда оно открылось в 2009 году, площадь музея увеличилась почти до одного миллиона квадратных футов. Это сделало его вторым по величине художественным музеем в США после Метрополитен-музея в Нью-Йорке.
В 2015 году музей получил, возможно, самый крупный художественный дар в своей истории. Коллекционеры Стефан Эдлис и Гаэль Нисон передали в дар «коллекцию, которая входит в число величайших групп послевоенного поп-арта, когда-либо собранных в мире». В дар вошли работы Энди Уорхола, Джаспера Джонса, Сая Твомбли, Джеффа Кунса, Чарльза Рэя, Ричарда Принса, Синди Шерман, Роя Лихтенштейна и Герхарда Рихтера. Музей согласился хранить подаренные работы в экспозиции не менее пятидесяти лет. В июне 2018 года музей получил пожертвование в размере 50 миллионов долларов, что стало крупнейшим объявленным денежным пожертвованием в его истории.

Шедевры коллекции
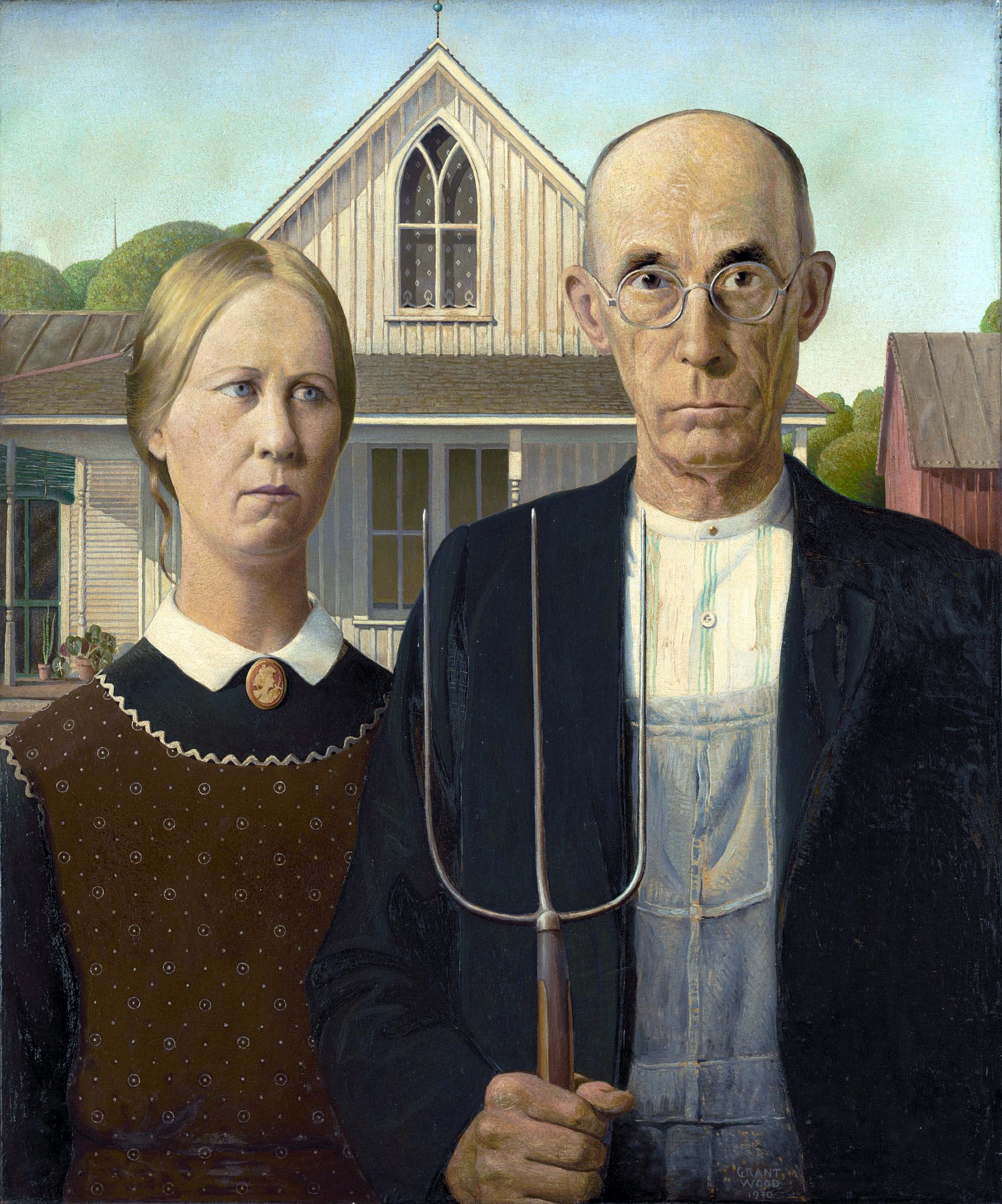
Грант Вуд. «Американская готика»
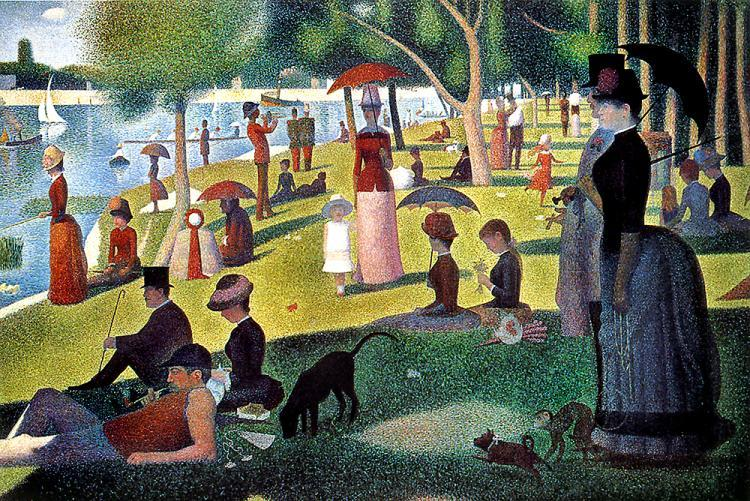
Жорж Сёра. «Воскресный день на острове Гранд-Жатт»
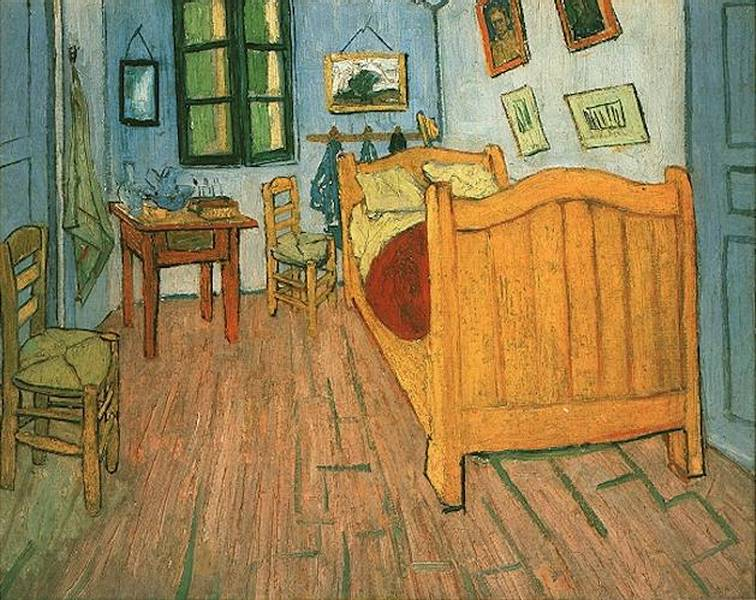
Винсент ван Гог. «Спальня в Арле»
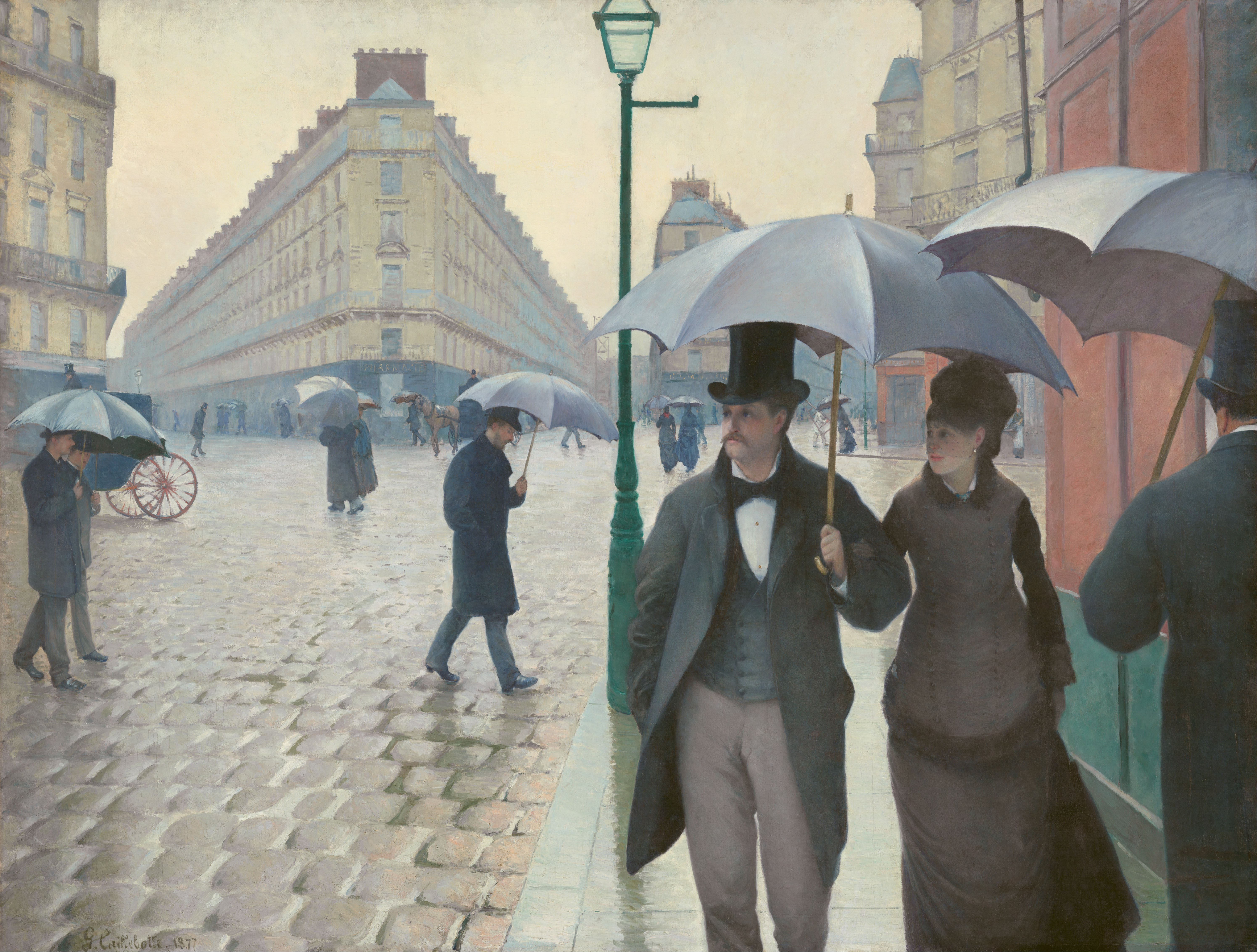
Гюстав Кайботт. «Парижская улица в дождливую погоду»
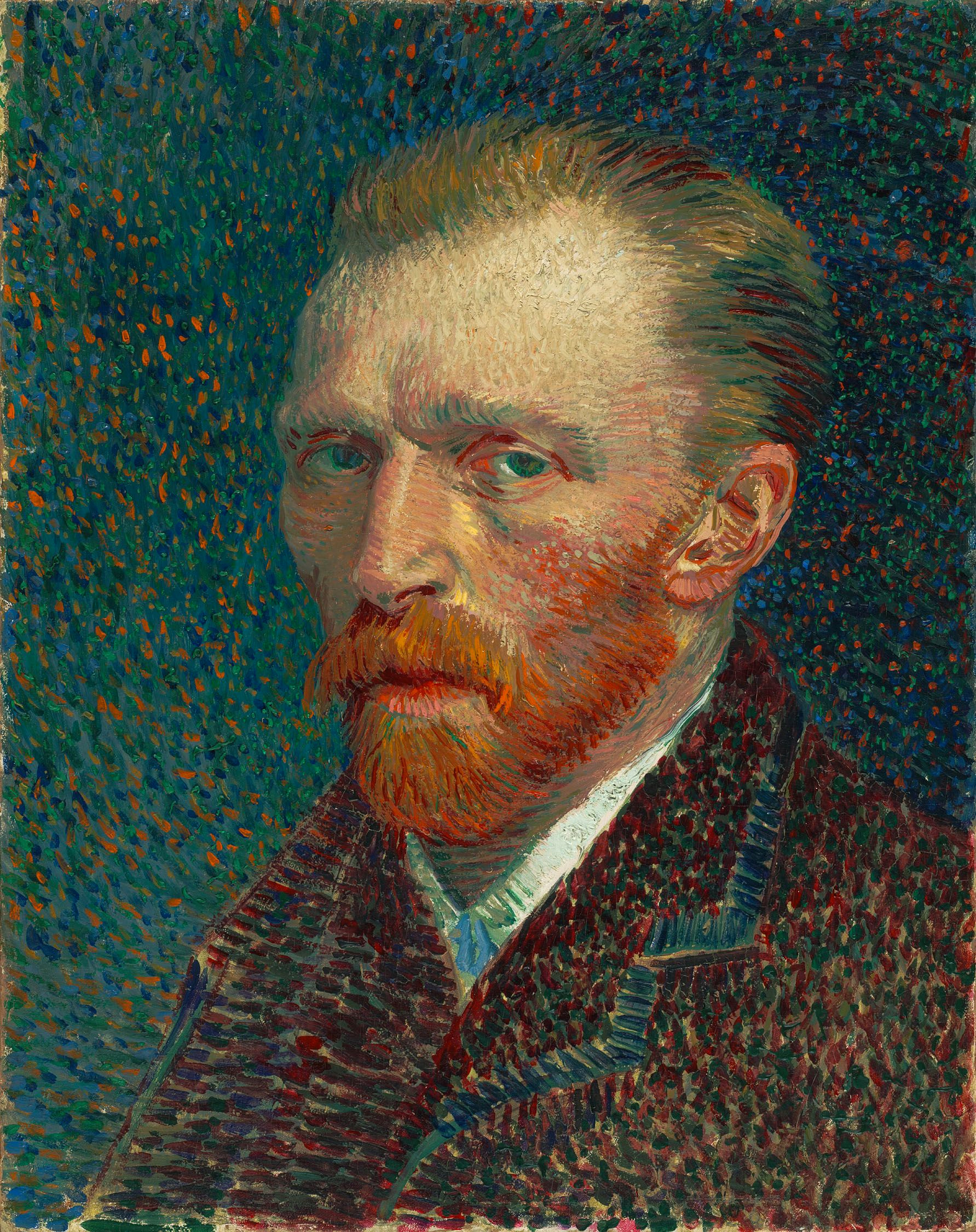
Винсент ван Гог. «Автопортрет»
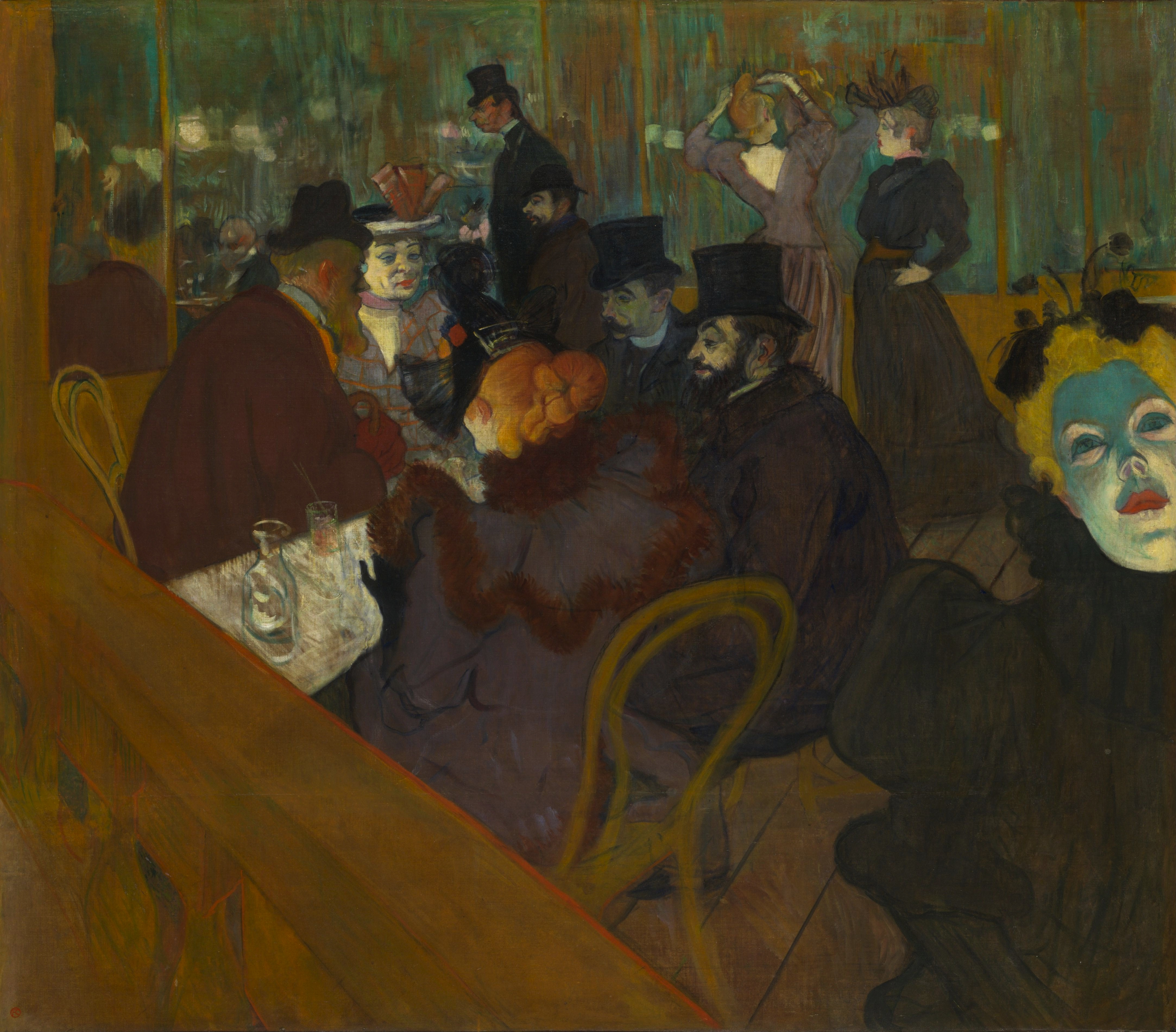
Анри де Тулуз-Лотрек. «В Мулен Руж»
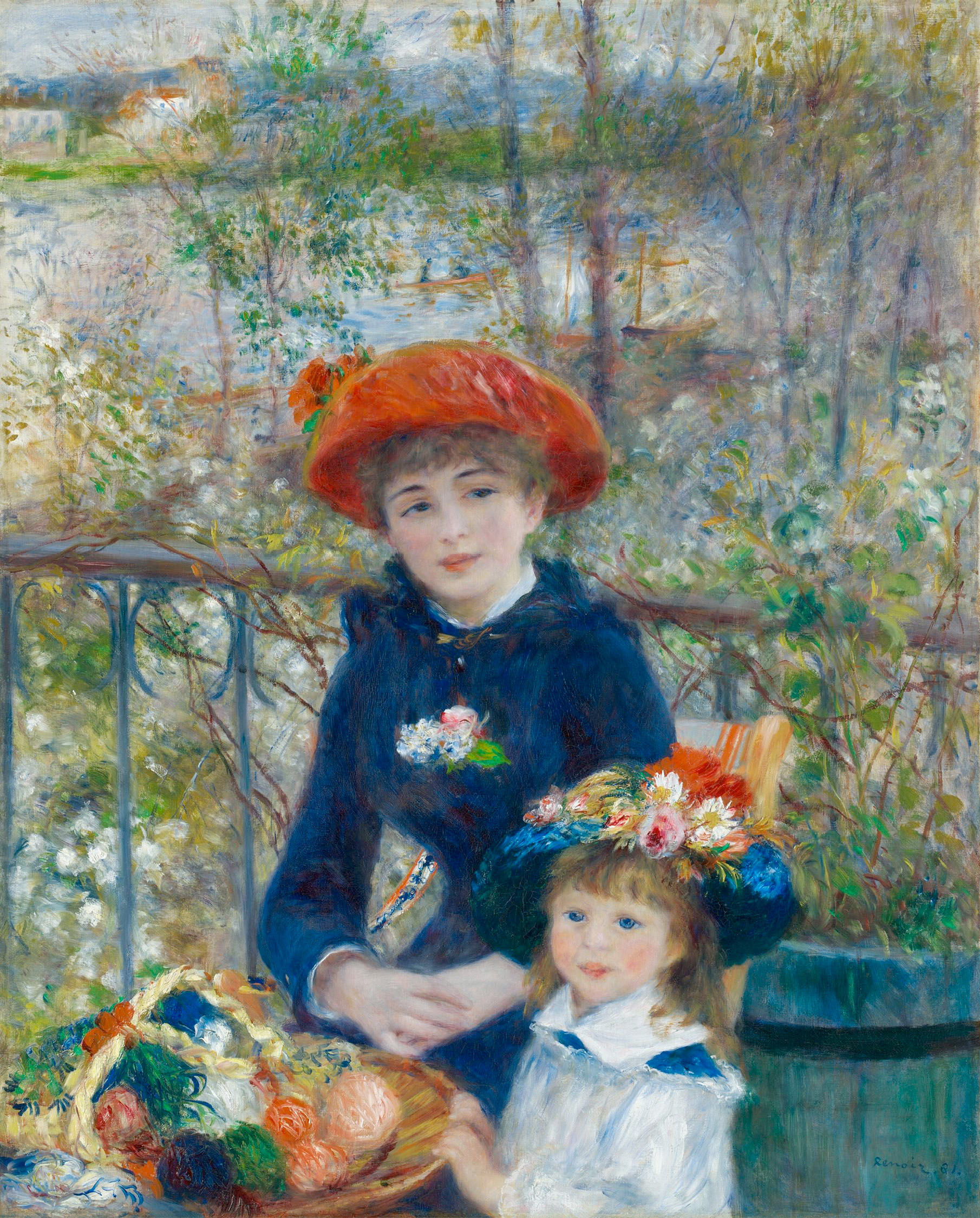
Пьер Огюст Ренуар. «Две сестры» («На террасе»)
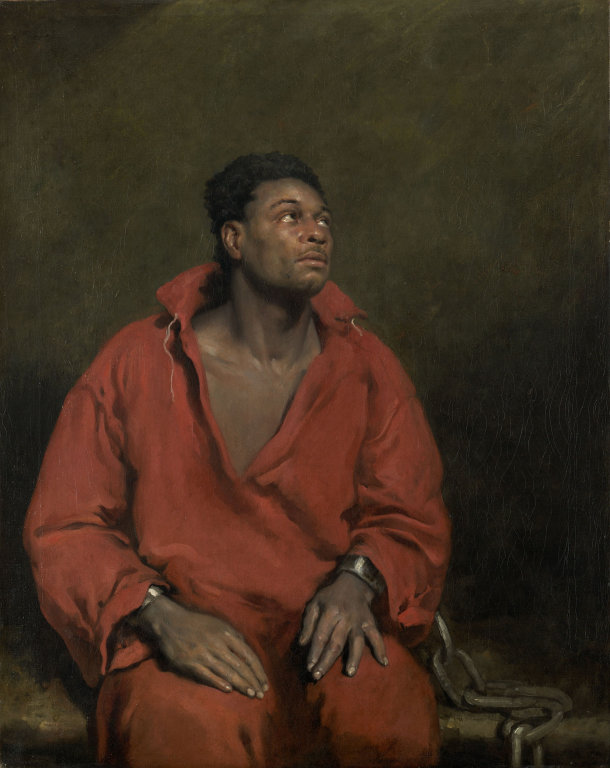
Джон Симпсон. «Пленный раб»

## Bысшее учебное заведение

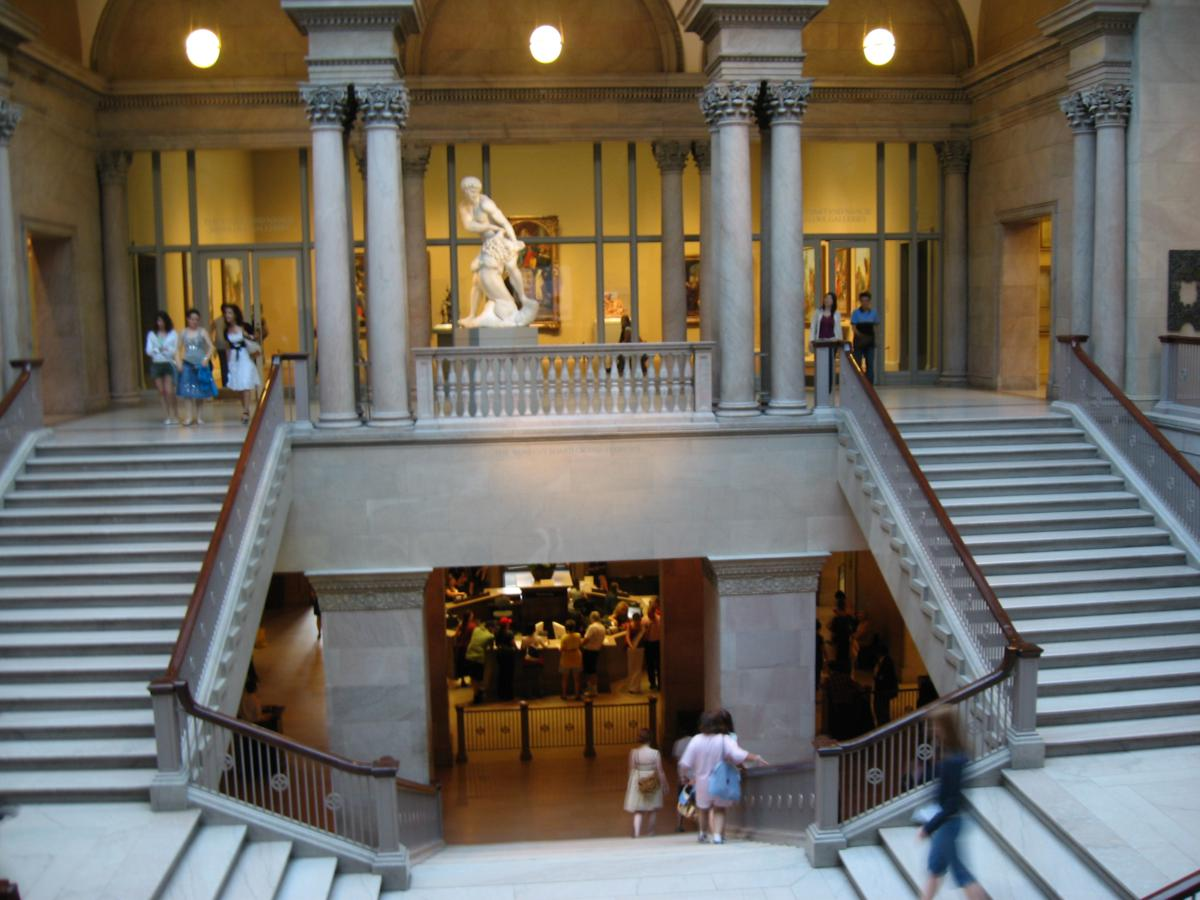
Главная лестница

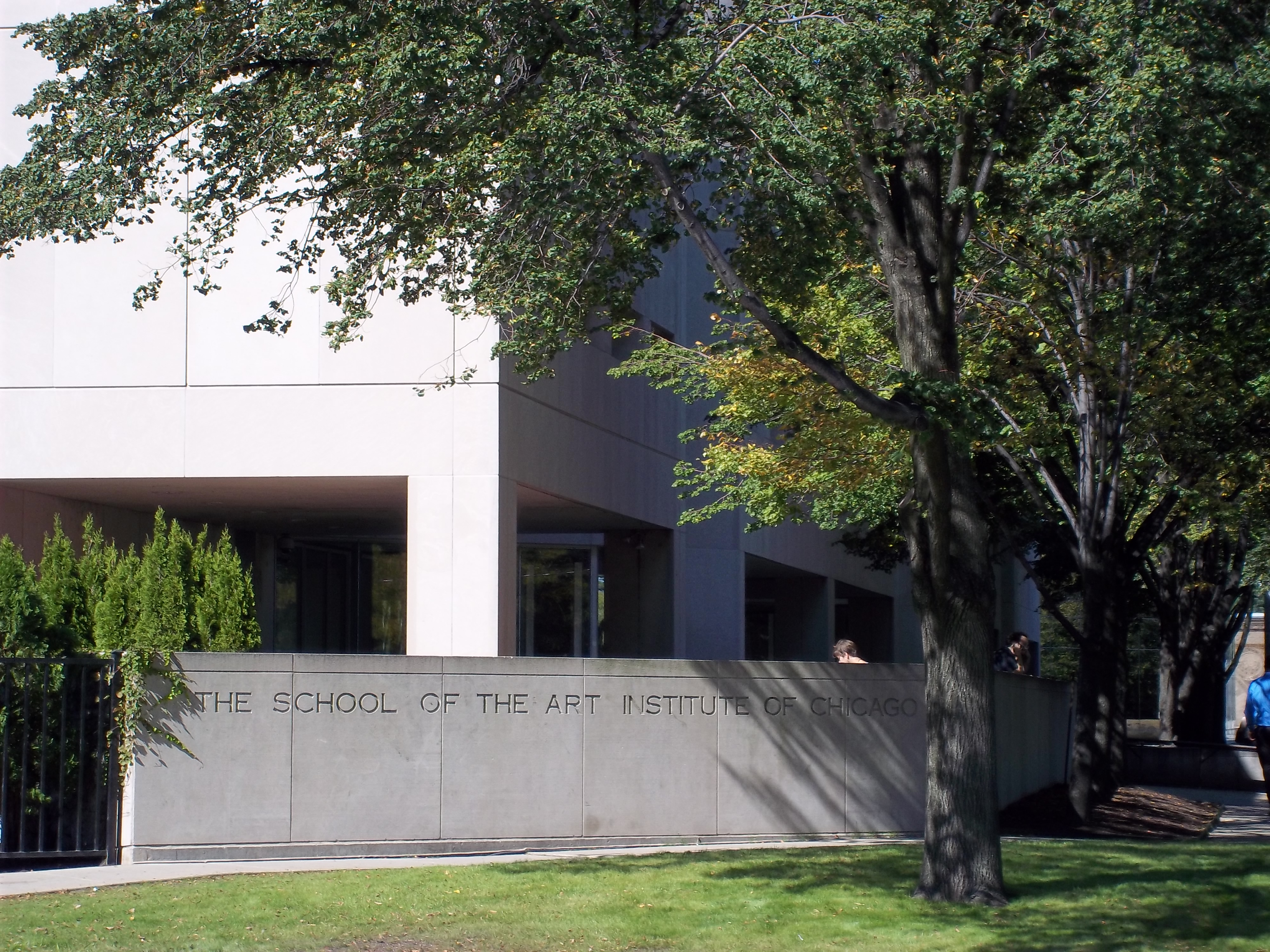
Одно из зданий Института искусств

Чикагский институт искусств — один из старейших вузов США, основанный в 1866 году группой из 35 художников и первоначально назывался Chicago Academy of Design. Устав академии был принят в 1867 году. Занятия в ней начались в 1868 году. Когда Великий чикагский пожар 1871 года разрушил здание академии, она временно пришла в упадок, заработав большие долги. В 1879 году в Чикаго была создана новая организация — Chicago Academy of Fine Arts, которая на аукционе выкупила долги Chicago Academy of Design.
В 1882 году академия сменила своё название на ныне существующее — Art Institute of Chicago. Её первым президентом стал американский банкир и филантроп Чарльз Хатчинсон, занимавший этот пост до своей смерти в 1924 году.
Институт обучает более 3200 студентов и предлагает занятия по таким специальностям, как искусствo и технология, компьютерная анимация, искусство управления; истории искусства, теория и критикa, художественноe образование и арт-терапия; керамикa; дизайн одежды; кино; сохранение исторического наследия, архитектура, интерьер архитектуры; журналистикa; живопись и графикa; фотография; эстамп, скульптура, звук, видео, визуальные коммуникации, визуальные и критическиe исследования и литературное творчество. Институт также служит базой для решения вопросов, связанных с развитием и положением искусств в современном обществе.
В опросе, проведённом в рамках программы журналистики национальных искусств Колумбийского университета, американские искусствоведы назвали Чикагский институт искусств самым влиятельным высшим художественным учебным заведением на национальном уровне.

## Часы работы и льготы
Для детей до 14 лет и подростков Чикаго младше 18 лет вход свободный в любое рабочее время. Для жителей Иллинойса старше 14 лет — бесплатный вход каждый четверг с 17:00 до 20:00. Со Дня памяти до Дня труда для военнослужащих действующей армии США и для их членов семьи вход бесплатный. Для всех преподавателей штата Иллинойс, включая учителей и художников-педагогов начальной и средней школы, родителей, обучающих детей на дому, вход бесплатный.